# Período Prenectárico

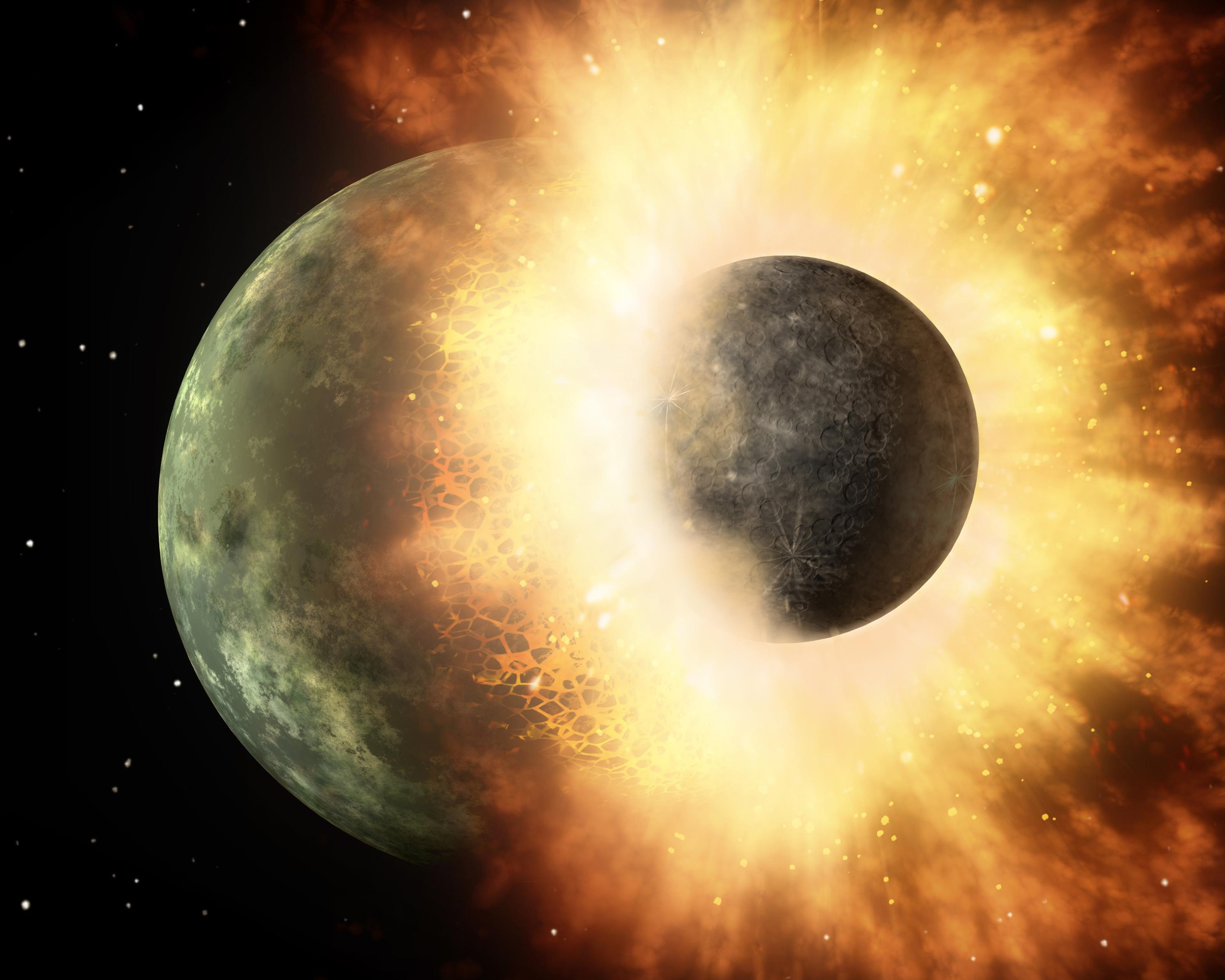
Representación artística de la 'teoría del gran impacto' entre un cuerpo del tamaño de la 'Luna' y otro del tamaño de 'Mercurio'

El período Prenectárico de la escala de tiempo geológico lunar comienza hace 4.533 millones de años (el tiempo de la formación de la Luna) y termina hace 3.920 millones de años atrás, cuando Mare Nectaris se formó por un gran impacto. Es seguido por el período Nectárico.
Las rocas prenectáricas son raras en las muestras lunares, que están en su mayoría compuestas de materiales lunares que han sido afectados fuertemente por los impactos posteriores, en particular durante el bombardeo intenso tardío que marca el comienzo aproximado del período Nectárico. El material lunar Prenectárico está dominado por roca anortosita, lo que sugiere que la etapa temprana de formación de la corteza lunar se produjo a través de la cristalización de minerales de un océano de magma global. Este periodo geológico se ha subdividido en forma oficiosa en el Críptico y en los Grupos Basin 1-9, pero estas divisiones no se utilizan en los mapas geológicos lunares.
Puesto que existen pocas muestras geológicas en la Tierra de la antigüedad del período Pre-Nectárico lunar, este se ha utilizado como guía en al menos un notable trabajo científico para subdividir el eón Hadeico terrestre. En particular, a veces se encuentra que el Hadeico se subdivide en las eras Críptica, Grupos Basin, Nectárica e Ímbrica, aunque las dos primeras de estas divisiones lunares son informales y colectivamente forman el Pre-Nectárico. 